# Ahmad Benali
Ahmad Benali (in arabo أحمد بن علي‎?; Manchester, 7 febbraio 1992) è un calciatore libico con cittadinanza inglese, centrocampista della Virtus Entella.

## Caratteristiche tecniche
Giocatore dotato di una buona tecnica individuale associata ad un'ottima capacità di corsa, è rapido nei movimenti e abile negli inserimenti offensivi; si dimostra inoltre molto bravo nei dribbling. Molto duttile tatticamente, può essere schierato in tutti i ruoli del centrocampo (trequartista, centrocampista centrale, mezzala e anche ala), risultando un vero e proprio jolly.

## Carriera

### Club

#### Gli inizi
Ahmad Benali nasce in Inghilterra da genitori libici. Cresciuto nelle giovanili del Manchester City, firma il suo primo contratto da professionista con i Citizens nel 2010. Nell'agosto del 2011 viene mandato in prestito al Rochdale, in League One. Qui fa il suo esordio tra i professionisti il 4 ottobre 2011, nell'incontro di Football League Trophy contro il Walsall, terminato 1-1. Debutta in campionato il 15 ottobre dello stesso anno, nel pareggio per 2-2 contro il Colchester. A novembre a causa di un infortunio alla coscia fa rientro al Manchester City dove viene inserito tra i fuori rosa.

#### Arrivo in Italia: Brescia
Tornato a Manchester in seguito ad un infortunio, viene svincolato dalla squadra cittadina firmando un contratto con il Brescia l'11 luglio 2012. Debutta con le Rondinelle in Coppa Italia il 12 agosto, nella sconfitta per 2-1 contro la Cremonese. L'esordio in serie B arriva invece, dopo uno stop per appendicite, il 13 ottobre, nella sconfitta per 4-2 contro il Novara. La prima stagione la conclude con 10 presenze.
Il campionato successivo diventa titolare della squadra, venendo impiegato da tutti gli allenatori che si susseguono come mezzala destra, conclude la stagione con 4 reti in 34 partite.
Durante l'annata 2014-2015 viene impiegato da Ivo Iaconi (e dai tecnici che lo seguiranno) come trequartista, in questo nuovo ruolo riesce ad andare in rete in 9 occasioni (tutti con tiri fuori dall'area) e a rivelarsi come uno dei migliori delle rondinelle, in una stagione che vedrà il Brescia retrocedere in Serie C (anche se poi sarà ripescato).

#### Pescara ed esordio in Serie A
L'8 giugno 2015, in scadenza di contratto, si accorda col Palermo per trasferirsi nel club siciliano a partire dal 1º luglio seguente, firmando fino al giugno 2019; tuttavia viene subito ceduto al Pescara in Serie B in prestito con obbligo di riscatto (fissato a 4 milioni di euro) in caso di promozione in Serie A. Col Pescara viene impiegato come ala destra da Massimo Oddo risultando uno dei giocatori più qualitativi ed uno maggiori artefici della promozione in Serie A 2016-2017, come d'accordi tra le due società il calciatore viene riscattato. In campionato conclude con 5 reti in 39 partite, venendo inserito nella Top XI del campionato.
Il 21 agosto 2016 fa il suo esordio in Serie A dove realizza anche il primo gol contro il Napoli. Mette a segno altri 5 gol durante la stagione, tra cui una doppietta nel match contro il Torino (perso dagli abruzzesi per 5-3), ma ciò non basta a evitare la retrocessione degli abruzzesi arrivata alla 33ª giornata dopo la sconfitta interna per 1-4 contro la Roma a 5 giornate dalla fine del campionato.
In Serie B con gli abruzzesi resta sei mesi, giocando come esterno destro d'attacco e realizzando 4 reti in 15 partite.

#### Crotone
Il 17 gennaio 2018 passa in prestito con diritto di riscatto, fissato a 4,5 milioni di euro al Crotone. Tornato in Serie A si impone immediatamente come titolare, purtroppo poi il 4 aprile, durante la partita persa per 4-1 contro il Torino, riporta la frattura del quinto metatarso del piede destro, terminando così anzitempo la stagione. Il suo unico gol era avvenuto il 18 febbraio nella sconfitta fuori casa per 3-2 contro il Benevento. Tuttavia, alla fine della stagione il Crotone, viene retrocesso in serie cadetta. A fine stagione viene riscattato dai calabresi.
La stagione successiva con Giovanni Stroppa viene impiegato come trequartista, mentre con Massimo Oddo torna a ricoprire il ruolo di ala destra. Conclude la stagione con 5 reti in 33 partite.
Nel campionato 2019-2020 col ritorno di Stroppa in panchina torna a ricoprire il ruolo di trequartista, in questa stagione segna 7 reti contribuendo con grandissime prestazioni al secondo posto finale che porta il Crotone in Serie A. Il 5 ottobre 2020 viene ceduto, durante l'ultimo giorno di calciomercato alla Lazio per 7 milioni di euro, ma la trattativa salterà a causa del contratto depositato con 37 secondi di ritardo.
Rimasto in Serie A coi calabresi, realizza 3 reti in 28 partite, non riuscendo ad evitare la retrocessione.

#### Pisa
Dopo sei mesi in cadetteria col Crotone, chiusi con 2 reti in 11 partite, il 26 gennaio 2022 viene ceduto in prestito oneroso (350.000 euro) al Pisa fino al termine della stagione 2021-22, con opzione per il diritto di riscatto a 3 milioni di euro. Il 2 marzo segna la prima rete con i toscani, ed è il secondo gol con cui il Pisa supera la sua ex Crotone per 3-2. Conclude i sei mesi in neroblu con 2 reti in 17 partire, variando nel ruolo tra mezzala e centrale di centrocampo, fallendo tuttavia la promozione in Serie A a causa della sconfitta nella finale dei playoff contro il Monza.
La società toscana a fine stagione deciderà di non riscattarlo, col calciatore che tornerà al Crotone, nel frattempo retrocesso in Serie C.

#### Ritorno al Brescia e Bari
Il 26 agosto 2022 viene acquistato a titolo definitivo dal Brescia.
Dopo 12 presenze con la maglia bresciana, il 31 gennaio 2023 passa a titolo definitivo al Bari, in Serie B, con cui sottoscrive un contratto fino al 30 giugno 2024. Il 10 febbraio 2024 segna la sua prima rete con i pugliesi aprendo le marcature nel successo per 3-1 contro il Lecco. In due anni e mezzo colleziona 82 presenze, 2 gol e altrettanti assist.

#### Virtus Entella
Il 1º agosto 2025 passa a titolo definitivo alla Virtus Entella, neopromossa in Serie B.

### Nazionale
Debutta con la nazionale libica il 23 maggio 2012, nell'amichevole disputata contro il Ruanda.
L'esordio in una competizione ufficiale avviene il 24 marzo 2013, nell'incontro valido per le qualificazioni ai mondiali 2014 contro la Repubblica Democratica del Congo (0-0 il risultato finale). L'11 novembre 2016 torna a giocare in nazionale a distanza di più di tre anni dall'ultima partita, contro la Tunisia in una sfida valida alle qualificazioni al Mondiale 2018.

## Statistiche

### Presenze e reti nei club
Statistiche aggiornate al 9 agosto 2025.
| Stagione        | Squadra         | Campionato      | Campionato | Campionato | Coppe nazionali | Coppe nazionali | Coppe nazionali | Coppe continentali | Coppe continentali | Coppe continentali | Altre coppe | Altre coppe | Altre coppe | Totale | Totale |
| Stagione        | Squadra         | Comp            | Pres       | Reti       | Comp            | Pres            | Reti            | Comp               | Pres               | Reti               | Comp        | Pres        | Reti        | Pres   | Reti   |
| --------------- | --------------- | --------------- | ---------- | ---------- | --------------- | --------------- | --------------- | ------------------ | ------------------ | ------------------ | ----------- | ----------- | ----------- | ------ | ------ |
| ago.-nov. 2011  | Rochdale        | FL1             | 2          | 0          | FACup+CdL       | 0+0             | 0               | -                  | -                  | -                  | FLT         | 1           | 0           | 3      | 0      |
| nov. 2011-2012  | Manchester City | PL              | 0          | 0          | FACup+CdL       | 0+0             | 0               | UCL+UEL            | 0+0                | 0                  | -           | -           | -           | 0      | 0      |
| 2012-2013       | Brescia         | B               | 9+1        | 0          | CI              | 1               | 0               | -                  | -                  | -                  | -           | -           | -           | 11     | 0      |
| 2013-2014       | Brescia         | B               | 34         | 4          | CI              | 2               | 0               | -                  | -                  | -                  | -           | -           | -           | 36     | 4      |
| 2014-2015       | Brescia         | B               | 36         | 9          | CI              | 3               | 0               | -                  | -                  | -                  | -           | -           | -           | 39     | 9      |
| 2015-2016       | Pescara         | B               | 35+4       | 4+1        | CI              | 0               | 0               | -                  | -                  | -                  | -           | -           | -           | 39     | 5      |
| 2016-2017       | Pescara         | A               | 33         | 6          | CI              | 1               | 0               | -                  | -                  | -                  | -           | -           | -           | 34     | 6      |
| 2017-gen. 2018  | Pescara         | B               | 15         | 4          | CI              | 1               | 1               | -                  | -                  | -                  | -           | -           | -           | 16     | 5      |
| Totale Pescara  | Totale Pescara  | Totale Pescara  | 87         | 15         |                 | 2               | 1               |                    | -                  | -                  | -           | -           | -           | 89     | 16     |
| gen.-giu. 2018  | Crotone         | A               | 10         | 1          | CI              | -               | -               | -                  | -                  | -                  | -           | -           | -           | 10     | 1      |
| 2018-2019       | Crotone         | B               | 23         | 5          | CI              | 2               | 0               | -                  | -                  | -                  | -           | -           | -           | 25     | 5      |
| 2019-2020       | Crotone         | B               | 28         | 7          | CI              | 2               | 0               | -                  | -                  | -                  | -           | -           | -           | 30     | 7      |
| 2020-2021       | Crotone         | A               | 18         | 0          | CI              | 0               | 0               | -                  | -                  | -                  | -           | -           | -           | 18     | 0      |
| 2021-gen. 2022  | Crotone         | B               | 11         | 2          | CI              | 1               | 0               | -                  | -                  | -                  | -           | -           | -           | 12     | 2      |
| Totale Crotone  | Totale Crotone  | Totale Crotone  | 90         | 15         |                 | 5               | 0               |                    | -                  | -                  |             | -           | -           | 95     | 15     |
| gen.-giu. 2022  | Pisa            | B               | 14+3       | 1+1        | CI              | -               | -               | -                  | -                  | -                  | -           | -           | -           | 17     | 2      |
| 2022-gen. 2023  | Brescia         | B               | 12         | 0          | CI              | 0               | 0               | -                  | -                  | -                  | -           | -           | -           | 12     | 0      |
| Totale Brescia  | Totale Brescia  | Totale Brescia  | 92         | 13         |                 | 6               | 0               |                    | -                  | -                  |             | -           | -           | 98     | 13     |
| gen.-giu. 2023  | Bari            | B               | 12+1       | 0          | CI              | -               | -               | -                  | -                  | -                  | -           | -           | -           | 13     | 0      |
| 2023-2024       | Bari            | B               | 31+2       | 1          | CI              | 1               | 0               | -                  | -                  | -                  | -           | -           | -           | 34     | 1      |
| 2024-2025       | Bari            | B               | 34         | 1          | CI              | 1               | 0               | -                  | -                  | -                  | -           | -           | -           | 35     | 1      |
| Totale Bari     | Totale Bari     | Totale Bari     | 80         | 2          |                 | 2               | 0               |                    | -                  | -                  |             | -           | -           | 82     | 2      |
| 2025-2026       | Virtus Entella  | B               | 0          | 0          | CI              | 1               | 0               | -                  | -                  | -                  | -           | -           | -           | 1      | 0      |
| Totale carriera | Totale carriera | Totale carriera | 368        | 47         |                 | 16              | 1               |                    | 0                  | 0                  |             | 1           | 0           | 385    | 48     |

### Cronologia presenze e reti in nazionale
| Cronologia completa delle presenze e delle reti in nazionale ― Libia | Cronologia completa delle presenze e delle reti in nazionale ― Libia | Cronologia completa delle presenze e delle reti in nazionale ― Libia | Cronologia completa delle presenze e delle reti in nazionale ― Libia | Cronologia completa delle presenze e delle reti in nazionale ― Libia | Cronologia completa delle presenze e delle reti in nazionale ― Libia | Cronologia completa delle presenze e delle reti in nazionale ― Libia | Cronologia completa delle presenze e delle reti in nazionale ― Libia |
| Data                                                                 | Città                                                                | In casa                                                              | Risultato                                                            | Ospiti                                                               | Competizione                                                         | Reti                                                                 | Note                                                                 |
| -------------------------------------------------------------------- | -------------------------------------------------------------------- | -------------------------------------------------------------------- | -------------------------------------------------------------------- | -------------------------------------------------------------------- | -------------------------------------------------------------------- | -------------------------------------------------------------------- | -------------------------------------------------------------------- |
| 23-5-2012                                                            | Aïn Draham                                                           | Libia                                                                | 2 – 0                                                                | Ruanda                                                               | Amichevole                                                           | -                                                                    | 75’                                                                  |
| 27-5-2012                                                            | ?                                                                    | Libia                                                                | 1 – 0                                                                | Ciad                                                                 | Amichevole                                                           | -                                                                    |                                                                      |
| 24-3-2013                                                            | Kinshasa                                                             | RD del Congo                                                         | 0 – 0                                                                | Libia                                                                | Qual. Mondiali 2014                                                  | -                                                                    | 66’                                                                  |
| 11-11-2016                                                           | Bologhine                                                            | Libia                                                                | 0 – 1                                                                | Tunisia                                                              | Qual. Mondiali 2018                                                  | -                                                                    | 59’                                                                  |
| 5-6-2017                                                             | Il Cairo                                                             | Egitto                                                               | 1 – 0                                                                | Libia                                                                | Amichevole                                                           | -                                                                    | 46’                                                                  |
| 9-6-2017                                                             | Tunisi                                                               | Libia                                                                | 5 – 1                                                                | Seychelles                                                           | Qual. Coppa d'Africa 2019                                            | 1                                                                    |                                                                      |
| 11-11-2017                                                           | Radès                                                                | Tunisia                                                              | 0 – 0                                                                | Libia                                                                | Qual. Mondiali 2018                                                  | -                                                                    | 83’                                                                  |
| 8-9-2018                                                             | Durban                                                               | Sudafrica                                                            | 0 – 0                                                                | Libia                                                                | Qual. Coppa d'Africa 2019                                            | -                                                                    |                                                                      |
| 13-10-2018                                                           | Kaduna                                                               | Nigeria                                                              | 4 – 0                                                                | Libia                                                                | Qual. Coppa d'Africa 2019                                            | -                                                                    | 33’                                                                  |
| 16-10-2018                                                           | Sfax                                                                 | Libia                                                                | 2 – 3                                                                | Nigeria                                                              | Qual. Coppa d'Africa 2019                                            | 1                                                                    |                                                                      |
| 24-3-2019                                                            | Sfax                                                                 | Libia                                                                | 1 – 2                                                                | Sudafrica                                                            | Qual. Coppa d'Africa 2019                                            | 1                                                                    |                                                                      |
| 11-10-2019                                                           | Oujda                                                                | Marocco                                                              | 1 – 1                                                                | Libia                                                                | Amichevole                                                           | -                                                                    | 88’                                                                  |
| Totale                                                               |                                                                      | Presenze                                                             | 12                                                                   |                                                                      | Reti                                                                 | 3                                                                    |                                                                      |